# Göhren-Döhlen
Göhren-Döhlen là một đô thị ở huyện Greiz, ở bang Thüringen, Đức. Đô thị này có diện tích 4,58 km², dân số thời điểm ngày 31 tháng 12 năm 2006 là 130 người.